# Monomontia aspera
Monomontia aspera is een hooiwagen uit de familie Triaenonychidae.